# Bedford CF/RB
Bedford CF/RB a fost o serie de vehicule comerciale produse de Bedford Vehicles în perioada 1969-1989. Vehiculul se baza pe Chevrolet Van. Aproximativ 600.000 de unități ale vehiculului au fost vândute și, împreună cu Ford Transit, este o viziune obișnuită pe drumurile europene chiar și astăzi (2021). Vehiculul a înlocuit vechiul Bedford CA și a fost înlocuit în cele din urmă cu Bedford Midi.

## Istoric
Bedford a fost o filială a General Motors, iar în unele piețe din afara Regatului Unit și Irlandei CF a fost vândut prin intermediul dealerilor Opel sub numele de Opel Bedford Blitz din 1973, când Opel Blitz original a fost eliminat treptat. Pe alte piețe, cum ar fi în Norvegia, CF și-a păstrat numele original. CF s-a remarcat prin faptul că a fost ultimul vehicul exclusiv construit de Vauxhall când a fost întrerupt în 1987 (ultimul autoturism Vauxhall fusese HC Viva care a încetat producția în 1979); întrucât toate modelele Vauxhall până atunci au trecut la baza platformelor Opel. Marca Bedford a continuat cu anumite modele de autoutilitare ușoare de la Isuzu și Suzuki, înainte de a fi retrasă în 1991.
Motorul a fost motorul Slant Four bine dovedit, care a fost introdus pentru modelele Vauxhall FD Victor în 1967. În afară de o capacitate crescută a motorului de la 1.6 l (1.598 cmc) la 1.8 l (1.759 cmc) și de la 2.0 l (1.975 cmc) ) la 2,3 l (2.279 cmc) în 1972, unitățile de putere au rămas neschimbate. Un motor diesel Perkins de 1,8 l (1.760 cmc) cu patru cilindri ar putea fi specificat pentru un cost suplimentar de 130 GBP (1969), în timp ce o versiune mai mare de 2,5 l (2.523 cmc) a fost utilizată pentru versiunile mai grele. Aceste unități au fost clasificate la 50 și 61 CP (37 și 45 kW; 49 și 60 CP) DIN. În 1976, un motor diesel de 2,1 l (2.064 cmc) cu supapă aeriană (OHV) de la Opel a înlocuit unitățile Perkins învechite.